# Ami Matsuo
Ami Matsuo (Sydney, 11 augustus 1996) is een Australische zwemster.

## Carrière
Bij haar internationale debuut, op de wereldkampioenschappen zwemmen 2013 in Barcelona, zwom Matsuo samen met Brittany Elmslie, Emma McKeon en Alicia Coutts in de series van de 4x200 meter vrije slag, in de finale legden Elmslie en Coutts samen met Bronte Barratt en Kylie Palmer beslag op de zilveren medaille. Voor haar aandeel in de series ontving Matsuo eveneens de zilveren medaille.

## Internationale toernooien
| Jaar | Olympische Spelen | WK langebaan                                    | WK kortebaan | PanPacs | Gemenebestspelen |
| ---- | ----------------- | ----------------------------------------------- | ------------ | ------- | ---------------- |
| 2013 |                   | 4x200m vrije slag · Matsuo zwom enkel de series |              |         |                  |

## Persoonlijke records
Bijgewerkt tot en met 11 augustus 2013
Kortebaan
| Afstand         | Tijd    | Datum            | Plaats   |
| --------------- | ------- | ---------------- | -------- |
| 50m vrije slag  | 25,37   | 14 juli 2012     | Sydney   |
| 100m vrije slag | 54,40   | 11 augustus 2013 | Berlijn  |
| 200m vrije slag | 1.57,68 | 3 juli 2011      | Adelaide |

Langebaan
| Afstand         | Tijd    | Datum         | Plaats   |
| --------------- | ------- | ------------- | -------- |
| 50m vrije slag  | 25,34   | 21 april 2011 | Adelaide |
| 100m vrije slag | 54,76   | 8 april 2013  | Adelaide |
| 200m vrije slag | 1.58,22 | 11 april 2013 | Adelaide |